# La bocona
La bocona er en dansk tegnefilm fra 1994, der er instrueret af Elina Cullen.

## Handling
En kort tegnefilm om magtmisbrug og besættelsen af magt.